# Ploceus insignis
Ploceus insignis е вид птица от семейство Ploceidae.

## Разпространение
Видът е разпространен в Ангола, Бурунди, Екваториална Гвинея, Камерун, Демократична република Конго, Република Конго, Кения, Нигерия, Руанда, Судан, Танзания, Уганда и Южен Судан.